# Чириако Сфорца
Чириако Сфорца (на италиански: Ciriaco Sforza, роден на 2 март 1970 във Волен) е швейцарски треньор по футбол и бивш футболист. Като футболист се смята за един от най-успешните швейцарски играчи на 90-те години на ХХ век, а понастоящем ръководи цюрихския клуб Грасхопер.

## Кариера като футболист
Чириако Сфорца е син на италиански гражданин и е роден в швейцарския град Волен. През 1990 г. получава швейцарско гражданство. Като юноша започва да тренира футбол в отборите на Вилмеген и ФК Волен, докато не преминава в младежкия състав на цюрихския клуб Грасхопер през 1986 г. Талантът му веднага е забелязан и е привлечен да играе в първия състав на „скакалците“, дебютирайки с 2:2 срещу Санкт Гален. След като Отмар Хицфелд поема треньорския пост в Грасхопер през сезона 1988/89, той се опитва да преквалифицира Сфорца в десен защитник, но среща съпротивата на футболиста, който на свой ред напуска клуба в посока ФК Аарау, за да може да продължи да играе като халф.
След като се утвърждава в Аарау Сфорца се връща в Грасхопер, където се превръща в основен играч в полузащитната формация на отбора. В Цюрих той печели швейцарското първенство през 1991 г. и привлича вниманието на германския първодивизионен клуб Кайзерслаутерн. „Червените дяволи“ от Пфалц привличат швейцареца за сезон 1993/94 и той бързо си изгражда авторитет в Първа Бундеслига, като извежда лаутерите до второто място в първенството в дебютния си сезон. Само след две години Сфорца вече е играч на германския рекорден първенец Байерн Мюнхен.
Новият наставник на мюнхенци Ото Рехагел е бил впечатлен от качествата на полузащитника и е той е играел важна роля във футболната му тактика. През кампанията 1995/96 обаче Сфорца не оправдава високите очаквания към него и Байерн Мюнхен изостават в класирането на Първа Бундеслига от Борусия Дортмунд, ръководени от стария познайник на Сфорца Отмар Хицфелд. Преди края на сезона Рехагел е уволнен, а поста му се заема от футболната легенда Франц Бекенбауер. Бекенбауер междувременно извежда клуба от Мюнхен до триумф в Купата на УЕФА, което е и първият международен трофей за Сфорца. „Кайзера“ обаче не разчита повече на швейцареца, което го кара да напусне в посока Италия и Интер Милано. В Серия А Сфорца изкарва едва един сезон, преди отново да се върне в Кайзерслаутерн, ръководен от Ото Рехагел и завърнал се в германския елит след една година във Втора Бундеслига.
През 1998 г. Чириако Сфорца е капитан на шампионския отбор на лаутерите, които са първите и единствени новаци, станали германски шампиони в историята на футбола. Сфорца остава в Пфалц още два сезона, преди да премине отново в Байерн Мюнхен през 2000 г. Въпреки че халфът не успява да се утвърди край река Изар, той печели шампионската титла на Германия, Шампионската лига и Междуконтиненталната купа през 2001 г. През август 2002 г. Сфорца за трети път облича екипа на Кайзерслаутерн, но третият му престой на Фриц-Валтер-Щадион е белязан от множество контузии и скандали.
Последният си мач като футболист Сфорца изиграва през октомври 2005 г. при 3:3 между Кайзерслаутерн и Борусия Дортмунд. След като е изтърпял единственото си наказание за червен картон в кариерата Сфорца е заменен на почивката на срещата, а след самия край на двубоя е наказан от наставника Михаел Хенке. През ноември 2005 г. Чириако Сфорца открито призовава за уволнението на треньора си, поради което не попада нито веднъж в състава на Кайзерслаутерн както при Хенке, така и при неговия наследник Волфганг Волф. Така безславно приключва кариерата на един от най-значимите швейцарски футболисти от близкото минало. За трите си престоя в Кайзерслаутерн Сфорца изиграва 199 срещи и отбелязва 20 гола.

## Треньорска кариера
Паралелно с тренировъчния си процес като футболист по време на последния си сезон в Германия, Сфорца получава и А-лиценз за треньор. Така той ръководи първодивизионния швейцарски клуб Люцерн в периода юли 2006 – август 2008 г. За последно в началото на 2007 г. младият треньор посещава курсове в известната кьолнска треньорска школа, където получава УЕФА-Про лиценз за треньор.
През юни 2009 г. Чириако Сфорца е представен като новия наставник на Грасхопер с договор до 2011 г.

## Национален отбор
Сфорца дебютира за националния отбор на Швейцария през август 1991 г., като записва общо 79 мача за националния отбор на „кръстоносците“. Върховете в националната кариера на халфа са участията на Световното първенство в САЩ през 1994 г. и Европейското първенство в Англия през 1996 г.

## Успехи
- Победител в Междуконтиненталната купа: 2001
- Победител в Шампионската лига: 2001
- Победител в Купата на УЕФА: 1996
- Шампион на Германия: 1998, 2001
- Шампион на Швейцария: 1991
- Носител на Купата на Швейцария: 1988
- Футболист на годината в Швейцария: 1993